# Yiruma
Yiruma és el nom artístic i monònim de Lee Ru-ma (Hangul: 이루마, 15 de febrer de 1978), pianista i compositor de Corea del Sud. El nom de "Yiruma" significa "realització" en coreà.
Els discos de Yiruma es venen per tota l'Àsia, així com la regió d'Amèrica del Nord i Europa. Les seves peces més conegudes són "River Flows in You", "Love Me" i "Kiss the Rain", les dues primeres apareixen en l'àlbum First Love (2001), i la darrera en l'àlbum From The Yellow Room (2003). L'artista va viure a Osaka (Japó) durant sis anys abans d'allistar-se a l'Armada de la República de Corea (el juliol de 2006) per començar el seu servei militar de dos anys, obligatori per a tots els homes sud-coreans.

## Biografia
Yiruma va començar a tocar el piano als cinc anys, però aviat, amb tan sols onze anys (1988) es va traslladar a Londres per estudiar a l'Escola de Música de Purcell. El desembre de 1996 va participar en l'àlbum The Musicians of Purcell (Decca Records). Finalment es va graduar el juliol de 1997, i més tard també es va graduar com a composició principal de King's College de Londres el juny de 2000. El seu primer àlbum (Love Scene) va ser llançat per Decca quan encara estava estudiant al King's College. Durant aquest temps, també va realitzar una gira musical per tot Europa i va compondre temes per musicals, cinema i teatre. El seu amor per la música romàntica a París (França) el va inspirar per treballar amb compositors com Samuel Vallee o Wesley Dan.
Dos anys després del seu segon àlbum, First Love, Yiruma va llançar el tercer, From the Yellow Room. L'àlbum, doncs, va ser molt ben acceptat pel públic i el millor valorat dintre de les llistes de música popular, incloent Yes24, Phono, i temes populars. Va realitzar 12 concerts en el seu país d'origen, en cada un d'ells, en va vendre totes les entrades ràpidament.
El seu quart àlbum, POEMUSIC, és ple de melodia lírica. El 2006, l'any següent, va compondre un tema musical principal d'un popular drama de la KBS, Vals de primavera. En el seu cinquè àlbum, H.I.S. Monologue, va experimentar una tècnica de piano preparat que es tracta de tenir sensació de percussió a la melodia. Mentre el seu èxit anava creixent a la indústria musical, va decidir renunciar a la seva doble nacionalitat (deixà de ser ciutadà britànic). Quan va acabar el servei militar, va recórrer els escenaris (2008) en 20 ciutats diferents de Corea. L'1 de gener de 2009, va entrar a treballar a la cadena de ràdio KBS1FM amb la secció La música de Yiruma per tot el món.

## Discografia

### Àlbums d'estudi
- 2001 Love Scene
- 2001 First Love
- 2003 From The Yellow Room
- 2004 Nocturnal Lights... They Scatter
- 2005 Destiny of Love
- 2005 Poemusic
- 2006 H.I.S. Monologue
- 2008 P.N.O.N.I
- 2012 Stay In Memory
- 2013 Blind Film
- 2014 Atmosfera - Yiruma Special Album
- 2015 Piano

### Bandes Sonores
- Oasis and Yiruma (2002)
- Doggy Poo OST (2002)

### Recopilacions
- Piano Museum (2004)
- Missing You (2009)
- Ribbonized (10th Anniversary 6-CD BoxSet) (2010)